# Daniel Hugh Kelly
Daniel Hugh Kelly (Elizabeth (New Jersey), 10 augustus 1952) is een Amerikaans acteur, filmproducent, filmregisseur en scenarioschrijver.

## Biografie
Kelly is opgegroeid in een gezin van vijf kinderen met een vader die bij de politie werkte en een moeder die een sociaal werkster was. De high school doorliep hij aan de Roselle Catholic High School in Roselle (New Jersey) en haalde in 1970 zijn diploma. Hierna haalde hij in 1974 zijn diploma aan de St. Vincent College in Latrobe (Pennsylvania). Toen haalde hij zijn master of fine arts aan de Katholieke Universiteit van Amerika in Washington D.C. met een volledige beurs.
Kelly begon met acteren in lokale theaters om hierna ook op te treden op Off-Broadway theaters, hij speelde ook twee keer op Broadway. In 1989 speelde hij in het toneelstuk Born Yesterday als Paul Verral en in 1990 speelde hij in het toneelstuk Cat on a Hot Tin Roof als Brick.
Kelly begon in 1980 met acteren voor televisie met de televisieserie Murder Ink. Hierna heeft hij nog meerdere rollen gespeeld in televisieseries en films zoals Ryan's Hope (1978-1981), Cujo (1983), Hardcastle and McCormick (1983-1986), All My Children (1993-1994), Star Trek: Insurrection (1998) en As the World Turns (2007-2009).
Kelly is ook actief als filmproducent, filmregisseur en scenarioschrijver, in 1986 heeft hij een aflevering van de televisieserie Hardcastle and McCormick geregisseerd en geschreven. In 1991 heeft hij de film The 100 Lives of Black Jack Savage geproduceerd.
Kelly is in 1980 getrouwd en heeft hieruit drie kinderen, twee dochters (tweeling) en een zoon.

## Filmografie

### Films
Selectie:
- 1999 Chill Factor – als kolonel Leo Vitelli
- 1998 Star Trek: Insurrection – als Sojef
- 1987 Someone to Watch Over Me – als Scotty
- 1983 Cujo – als Vic Trenton

### Televisieseries
Uitgezonderd eenmalige gastrollen.
- 2010 – 2011 Memphis Beat – als Tony Bellew – 6 afl.
- 2010 NCIS: Los Angeles – als man – 2 afl.
- 2007 – 2009 As the World Turns – als kolonel Winston Mayer – 31 afl.
- 2001 – 2002 Ponderosa – als Ben Cartwright – 19 afl.
- 1998 From the Earth to the Moon – als Gene Cernan – 5 afl.
- 1996 – 1997 Second Noah – als Noah Beckett – 22 afl.
- 1993 – 1994 All My Children – als Travis Montgommery - ? afl.
- 1991 Disney Presents The 100 Lives of Black Jack Savage – als Barry Tarberry – 7 afl.
- 1987 – 1988 I Married Dora – als Peter Farrell – 13 afl.
- 1987 Nutcracker: Money, Madness & Murder – als Mike George – miniserie
- 1983 – 1986 Hardcastle and McCormick – als Mark McCormick – 67 afl.
- 1982 Chicago Story – als detective Frank Wajorski – 13 afl.
- 1978 – 1981 Ryan's Hope – als Frank Ryan – 491 afl.
- 1980 Murder Ink – als Lou Ireland - ? afl.

### Computerspellen
- 2012 Spec Ops: The Line - als officier
- 2012 The Darkness II – als Muttley

- Biblioteca Nacional de España: XX1305923
- Bibliothèque nationale de France: cb141883934 (data)
- International Standard Name Identifier: 0000 0001 1507 0130
- Library of Congress Control Number: no2007155407
- Nationale Bibliotheek van Polen: a0000001905600
- Système universitaire de documentation: 185616186
- Virtual International Authority File: 21938308
- WorldCat: E39PBJxcRfTBVmwWHb7QmqTyh3